# 佐々木紀子
佐々木 紀子（ささき のりこ、旧姓：渋沢、1930年〈昭和5年〉1月30日 - ）は、実業家・佐々木繁弥の妻。曽祖父は渋沢栄一、祖父は渋沢篤二、父は渋沢敬三。兄に渋沢家当主の渋沢雅英と渋沢紀美（夭折）。妹に生物学者の服部黎子。

## 経歴
1930年1月、子爵・渋沢栄一の嫡孫・渋沢敬三と妻・登喜子の長女として東京府に生まれる。余談であるが登喜子の父（母方の祖父）は京都府知事・木内重四郎。登喜子の祖父は実業家・岩崎弥太郎。
1954年に渋沢子爵家ゆかりの佐々木一族の佐々木繁弥と結婚した。また繁弥は兄・雅英の友人でもある。夫婦仲は良好で結婚翌年の1955年に長女・由美子を、その翌年の1956年には長男・繁俊を出産している。また実業家にならなかった兄の雅英に代わり、渋沢家の事業を引き継いだ夫の繁弥を良く支えたという。

## 家族・親族

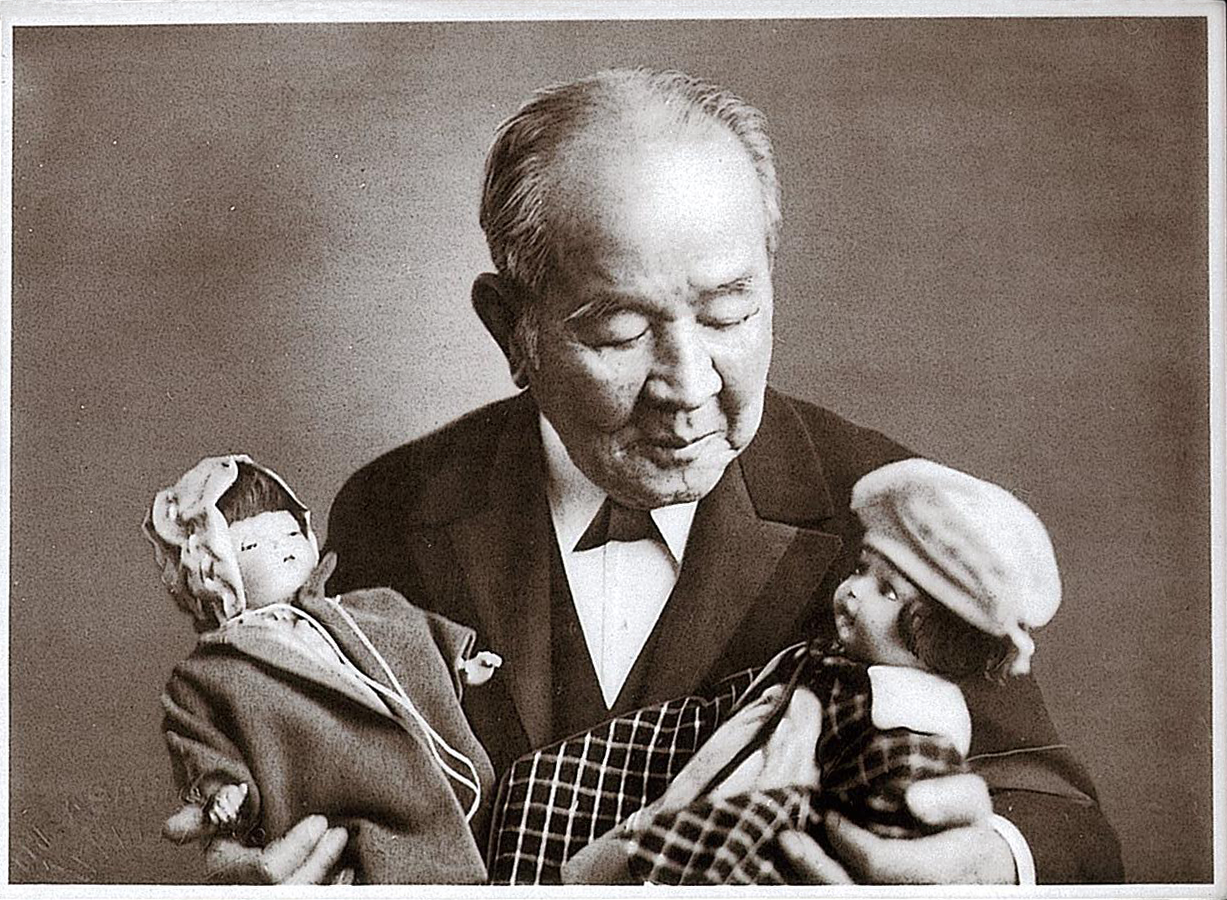
曾祖父の渋沢栄一。

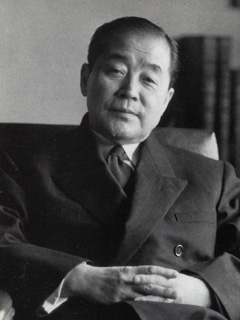
父の渋沢敬三。

- 曾祖父・栄一（1840年 - 1931年、子爵、第一銀行頭取、東京市養育院長） - 住所は東京市深川区福住町から、日本橋区兜町、東京府北豊島郡滝野川町西ケ原。
- 曾祖母・千代（1841年 - 1882年、尾高惇忠の妹、栄一の従妹）- 栄一同郷幼馴染み、祖父・篤二の実母。
- 祖母・敦子（1880年 - 1943年、伯爵・橋本実梁の娘で、橋本実頴の妹） - 夫・篤二の廃嫡が正式に決まった直後に敬三ら3人の子供を連れて三田綱町の屋敷を出て、数年間にわたり本郷西方町、高輪車町、駒込神明町などの小さな借家を転々とする。
- 祖父・篤二
明治5年（1872年）生 - 1932年（昭和7年）10月没。
栄一・千代夫妻の長男。10歳で母・千代を亡くし、父・栄一が再婚したため、姉の穂積歌子、陳重夫婦に養育される。1886年、14歳で龍門社社長となり『龍門雑誌』刊行開始。1892年、20歳で第五高等学校中退、栄一に謹慎を命じられたのち、1895年、23歳で結婚、翌1896年、敬三誕生。翌1897年、栄一により渋沢家直轄事業として澁澤倉庫部が設立され、倉庫部長に就任（のち取締役会長）。1899年、義兄穂積陳重の渡欧に随行、各国を歴訪し帰国後、第一銀行に勤務。趣味多く、写真撮影、常磐津、都都逸なども玄人はだしの才人で、1911年には新聞に新橋芸者・玉蝶（本名・岩本イト、1887年 - 1955年）との仲が報じられる。敬三が18歳となった1913年に栄一の決定により篤二を廃嫡とし、篤二の長男・敬三を嫡孫とした。
- 父・敬三（1896年 - 1963年、子爵、渋沢同族社長。澁澤倉庫取締役、第一銀行副頭取、日本銀行総裁、大蔵大臣） - 東京市深川福住町生まれ。
- 叔父・信雄（1898年 - 1967年、福本書院、独逸書輸入書籍商、澁澤倉庫監査役）- 東京市深川福住町生まれ。
- 叔父・智雄（1901年 - 1947年、澁澤倉庫常務取締役）- 東京市深川福住町生まれ。
- 夫・繁弥　(1925年-2003年)。1954年に紀子と結婚。
- 長女・由美子　(1955年-　)[3]。
- 長男・繁俊　(1956年-　)[3]。

親戚
- 澁澤健
- 穂積重遠
- 渋沢信雄
- 渋沢智雄
- 渋沢秀雄
- 阪谷希一
- 穂積重行
- 阪谷芳直
- 木内孝胤